# 574 هـ
574 هـ هي سنة في التقويم الهجري امتدت مقابلةً في التقويم الميلادي بين سنتي 1178 و1179.

## مواليد
- ياقوت الحموي
- قيصر تعاسيف
- محمد بن علي باعلوي

## وفيات
- شهدة بنت أحمد الإبري الدينوري